# Самертон (Аризона)
Самертон (англ. Somerton) — місто (англ. city) в США, в окрузі Юма штату Аризона. Населення — 14 197 осіб (2020).

## Географія
Самертон розташований за координатами 32°36′28″ пн. ш. 114°42′8″ зх. д. / 32.60778° пн. ш. 114.70222° зх. д. (32.607768, -114.702095).  За даними Бюро перепису населення США в 2010 році місто мало площу 18,91 км², з яких 18,88 км² — суходіл та 0,03 км² — водойми.

### Клімат
Місто знаходиться у зоні, котра характеризується кліматом тропічних пустель. Найтепліший місяць — липень із середньою температурою 34.4 °C (94 °F). Найхолодніший місяць — січень, із середньою температурою 13.8 °С (56.8 °F).
| Клімат Самертона        | Клімат Самертона | Клімат Самертона | Клімат Самертона | Клімат Самертона | Клімат Самертона | Клімат Самертона | Клімат Самертона | Клімат Самертона | Клімат Самертона | Клімат Самертона | Клімат Самертона | Клімат Самертона | Клімат Самертона |
| Показник                | Січ.             | Лют.             | Бер.             | Квіт.            | Трав.            | Черв.            | Лип.             | Серп.            | Вер.             | Жовт.            | Лист.            | Груд.            | Рік              |
| Абсолютний максимум, °C | 31,1             | 36,1             | 38,9             | 41,7             | 46,7             | 50               | 51,1             | 48,9             | 50,6             | 44,4             | 36,7             | 34,4             | 51,1             |
| Середній максимум, °C   | 20,5             | 23,2             | 26,3             | 30,2             | 34,7             | 39,6             | 41,7             | 41,1             | 38,6             | 32,7             | 25,4             | 20,4             | 31,2             |
| Середня температура, °C | 13,8             | 15,9             | 18,6             | 22,2             | 26,4             | 31,1             | 34,4             | 34               | 31,2             | 24,9             | 18,2             | 13,8             | 23,7             |
| Середній мінімум, °C    | 7,1              | 8,7              | 11               | 14,1             | 18,2             | 22,7             | 27,2             | 27               | 23,7             | 17,3             | 11               | 7,2              | 16,2             |
| Абсолютний мінімум, °C  | −4,4             | −2,2             | 0                | 5                | 7,8              | 12,2             | 17,2             | 17,2             | 11,7             | 1,7              | −1,1             | −2,8             | −4,4             |
| Норма опадів, мм        | 11               | 7                | 6                | 3                | 1                | 1                | 6                | 12               | 7                | 7                | 5                | 10               | 77               |
| Днів з опадами          | 3                | 2                | 2                | 1                | 0                | 0                | 1                | 2                | 1                | 1                | 1                | 2                | 16               |
| ----------------------- | ---------------- | ---------------- | ---------------- | ---------------- | ---------------- | ---------------- | ---------------- | ---------------- | ---------------- | ---------------- | ---------------- | ---------------- | ---------------- |
| Джерело: Weatherbase    |                  |                  |                  |                  |                  |                  |                  |                  |                  |                  |                  |                  |                  |

## Демографія
Згідно з переписом 2010 року, у місті мешкало 14 287 осіб у 3791 домогосподарстві у складі 3352 родин. Густота населення становила 756 осіб/км².  Було 4052 помешкання (214/км²).
Расовий склад населення:
| - 64,4 % — білих - 0,9 % — чорних або афроамериканців - 0,8 % — корінних американців - 0,4 % — азіатів - 0,1 % — вихідців з тихоокеанських островів - 31,1 % — осіб інших рас |

До двох чи більше рас належало 2,4 %. Частка іспаномовних становила 95,9 % від усіх жителів.
За віковим діапазоном населення розподілялося таким чином: 38,1 % — особи молодші 18 років, 55,4 % — особи у віці 18—64 років, 6,5 % — особи у віці 65 років та старші. Медіана віку мешканця становила 25,5 року. На 100 осіб жіночої статі у місті припадало 93,5 чоловіків;  на 100 жінок у віці від 18 років та старших — 88,6 чоловіків також старших 18 років.
Середній дохід на одне домашнє господарство  становив 42 038 доларів США (медіана — 31 540), а середній дохід на одну сім'ю — 43 077 доларів (медіана — 32 453). Медіана доходів становила 30 502 долари для чоловіків та 27 052 долари для жінок. За межею бідності перебувало 31,5 % осіб, у тому числі 37,0 % дітей у віці до 18 років та 32,2 % осіб у віці 65 років та старших.
Цивільне працевлаштоване населення становило 5594 особи. Основні галузі зайнятості: освіта, охорона здоров'я та соціальна допомога — 21,5 %, сільське господарство, лісництво, риболовля — 13,4 %, мистецтво, розваги та відпочинок — 11,7 %, роздрібна торгівля — 10,8 %.